# Ernest Wante
Ernest Wante (né à Gand le 28 septembre 1872 et mort à Berchem-Sainte-Agathe le 14 juin 1960) est un peintre et un sculpteur belge. Son champ pictural couvre les portraits, les paysages et les sujets religieux.

## Biographie

### Famille
Ernest Wante, né à Gand le 28 septembre 1872, est le fils de Polydore Liévin Wante, peintre décorateur, et de Pélagie Cnudde. Le 8 août 1895, Ernest Wante épouse à Bruges Gabrielle Wittebroodt (1869-1934).

### Formation
Ernest Wante est élève à l'École de dessin de Saint-Nicolas, puis à Académie royale des beaux-arts d'Anvers et à l'Institut supérieur de la même ville, où il a comme professeurs Jean Janssens, Albrecht De Vriendt et Julien De Vriendt. En juillet 1891, sa formation anversoise est couronnée par le prix d'excellence en peinture et six autres seconds et troisièmes prix.
En juillet 1893, Ernest Wante, pour son tableau représentant une scène de la Passion, riche d'émotion et de sentiment, est le lauréat du prix Nicaise De Keyser, assorti d'une bourse de 400 francs]. Le 14 novembre 1893, Ernest Wante remporte, grâce à son tableau Il a souffert pour nous, le premier prix en peinture au Concours Godecharle,.
Les bourses assorties aux prix reçus permettent à Ernest Wante et à Edouard Van Esbroeck de voyager en Europe, où Van Esbroeck, second prix Godecharle, l'accompagne à Vienne, Munich et à Berlin, avant d'aborder les régions de l'Italie, où Wante et son compagnon de voyage marquent une prédilection analogue pour les peintres primitifs italiens. Ernest Wante choisit de copier les trois maîtres de l'école vénitienne : Le Titien, Véronèse et le Tintoret, même si c'est pour les critiquer.

À Munich, en 1894, Ernest Wante expose au palais de cristal. À cette occasion, le critique d'art suisse William Ritter écrit : 

« Monsieur Ernest Wante fait preuve, dans son chemin de croix à travers les rues étroites de Jérusalem, où le Christ vient de s'abattre tout de long sur le pavé rouge, face contre terre, d'une émotion sincère et d'une imagination intense ; mais ce que nous admirons par dessus tout dans son œuvre, c'est, derrière le mur où elle épie le passage de l'atroce cortège et où le bruit de la lourde chute et des vociférations l'a transie de douleur, cette pauvre vieille Sainte Vierge pâle et ridée, soutenue seulement par l'acuité de sa douleur, cette vierge lamentable qui n'a de coloré dans toute sa pauvre face exsangue que ses yeux tuméfiés d'avoir tant pleuré. »

### Carrière
Professeur à l'Académie d'Anvers, où il est définitivement nommé pour dispenser le cours de dessin en 1904, Ernest Wante devient un portraitiste reconnu et ses sujets religieux sont prisés par le réalisme des scènes inspirées des préraphaélistes et des symbolistes. Il est également l'auteur de nombreuses fresques murales actuellement présentes dans les collèges catholiques de villes belges et étrangères. Ces œuvres sont toujours visibles notamment au Collège Saint-Jean-Berchmans de Bruxelles (une fresque représentant Le Christ glorifié par les saints et les anges dans le ciel inaugurée par le primat de Belgique, le cardinal Pierre-Lambert Goossens, en 1898, en présence de l'auteur). D'autres peintures de ce style ornent les murs d'institutions catholiques à Anvers, Gand, Bruges et également à Shanghai.

Ernest Wante peint, en 1902, le chemin de croix de l'église Saint-Joseph de Bruxelles. À ce sujet, l'écrivain Louis Wilmet écrit : 

« Wante a horreur des inutilités et des remplissages. Ces choses ne peuvent donner d'autres résultats que la distraction et l'affaiblissement. [C'est pourquoi] l'artiste a si visiblement donné de l'importance aux groupes […] afin d'atteindre plus efficacement son but […]. Ce qui frappe dans [cette] œuvre, c'est la science de la composition. Celle-ci est grandiose, large et harmonieuse, chaque personnage occupe la place qu'il mérite. […] L'œuvre mérite les mêmes éloges au point de vue du coloris. Le peintre a abondamment usé de la ressource que lui fournissait le contraste des couleurs pour caractériser davantage les personnages. »

Ernest Wante réalise également plusieurs peintures dans l'église Saint-Boniface d'Ixelles : Miracle de la croix à Heydonck (1906), Saint Boniface assisté à l'autel par des anges (1909), La guérison du paralytique (1923) et Laissez venir à moi les petits enfants (1923). Ernest Wante peint également les quatre premiers tableaux des Sept douleurs de la Sainte Vierge à la chapelle Notre-Dame aux épines à Eecloo (1898), de même qu'un chemin de croix à l'église Saint-Antoine d'Anvers (1909).
Ernest Wante meurt, à l'âge de 87 ans, à Berchem-Sainte-Agathe, le 14 juin 1960.

## Œuvres

### Collections muséales et publiques
- Portrait d'homme, Musées royaux des Beaux-Arts de Belgique ;
- Mort de Sainte Godelieve, Musée royal des Beaux-Arts d'Anvers ;
- L'Annonciation, 1893, maison communale de Saint-Nicolas ;

### Enchères
Entre 1993 et 2024, plusieurs tableaux et statuettes d'Ernest Wante sont vendues aux enchères :
- Peintures :
  - Religieuses devant une chapelle, 1895
  - Une femme au bouquet, 1900 ;
  - Une élégante au chaton, 1900 ;
  - Sainte Marie Madeleine pénitente, 1909 ;
  - Allégorie de la source, 1910 ;
  - Vanité, nature morte.

- Sculptures :
  - Pierrot et l'orchestre des chats ;
  - Jeune femme au chat ;
  - Judith ;
  - Danseuse.

### Exposition
- Portrait du chanoine Smets, Salon d'Anvers de 1898.